# Eremobates vallis
Eremobates vallis är en spindeldjursart som beskrevs av Muma 1989. Eremobates vallis ingår i släktet Eremobates och familjen Eremobatidae. Inga underarter finns listade i Catalogue of Life.